# Чарлз Абела (стадіон)
Меморіальний стадіон Чарльза Абела, також відомий як Моста Граунд — стадіон, розташований у місті Моста, Мальта. Він має загальну місткість 700 з 360 сидячими місцями. На стадіоні проводяться матчі різних змагань, зокрема Третього мальтійського дивізіону та Першого мальтійського дивізіону серед жінок.

## Історія та опис
Меморіальний стадіон Чарльза Абела був модернізований та урочисто відкритий тодішнім прем'єр-міністром Мальти доктором Лоуренсом Гонзі в листопаді 2010 року. Стадіон названо на честь покійного Чарльза Абела, який був президентом ФК «Моста». Стадіон складається з однієї трибуни, яка тягнеться вздовж усієї сторони поля.

## Місцеві проблеми
У 2011 році місцеві жителі скаржилися, що деякі роботи на стадіоні були незаконними. У 2016 році під час матчу на стадіоні гравець отримав струс мозку, і швидка допомога не змогла проїхати на стадіон, оскільки ключі від внутрішніх воріт не вдалося отримати.